# Вайксельбраун, Хайнц
Хайнц Вайксельбраун (нем. Heinz Weixelbraun; род. 19 мая 1963, Шпитталь, Австрия) — актёр театра, кино и телевидения, известный по роли инспектора Кристиана Бёка в телесериале «Комиссар Рекс».

## Биография
Актёрское образование Вайксельбраун получил в Фолькстеатре в 1984 году. В следующем году состоялся его дебют на большой сцене — им стала роль в постановке «Jakob von Gunten» режиссёра Вальтера Пфаффа. C 1986 по 1991 год участвовал в шести постановках Берлинского Народного театра, включая «Die Reisen vom Berge».
В 1987 актёра заметили кинорежиссёры. Хайнца приглашают сниматься в «Место преступления: случайно убитый». Погрузившись в работу в кинематографе, Хайнц не бросает театр и продолжает выступать на подмостках. Усиленный труд вскоре приносит первые плоды — актёра отмечеют двумя кинопремиями на европейском уровне — это номинация на «Лучшего актёра» за роль Эрвина в «Erwin und Julia» и премия «Лучший актёр» Макса Опхульса за роль Хайнца в «Die fliegenden Kinder».
В 1996 году Хайнц получил роль Кристиана Бёка в сериале «Комиссар Рекс», которая принесла ему широкую известность. В сериале Хайнц оставался до 2001 года.
Хайнц имеет двух детей. Старшая дочь Люси родилась в 1999 году (по другим данным в 2000).

## Фильмография
- 1983 — Rattenfanger — Herbert
- 1987 — Место преступления: случайно убитый — Robert Hauser
- 1987 — Das rauhe Leben — Жестокая жизнь — альфонс Petzold
- 1987—1996 — Ausser Gefahr — Вне опасности
- 1987 — G’schichten aus Osterreich
- 1988 (фильм вышел лишь в 1990 году) — Unter Freunden — Среди друзей (Режиссёр — Lukas Stepanek) — Helmut
- 1989 — Die Skorpionfrau — Женщина-скорпион — Georg
- 1990 — Erwin und Julia — Эрвин и Джулия — Эрвин
- 1991 — Safari — die Reise — Сафари — Путешествие — Mike
- 1991 — Eine Erste Liebe — Первая любовь
- 1991 — Die fliegenden Kinder — Летающие дети — Heinz Mann
- 1992 — Der Nachbar
- 1994 — Bauernschach — Сельские шахматы
- 1994—1945 — Guido
- 1994 — Schwarze Tage — Чёрные дни — Tannenzweig
- 1995 — Tatort: Bomben fur Ehrlicher — Место преступления: Бомба для Эрлихтера — Siggi Mueller
- 1995 — Tatort: Die Freundin — Место преступления: Подруга — Ernst
- 1995 — Hoch zeit
- 1997—2001 — Комиссар Рекс — Кристиан Бёк
- 2002 — Medicopter 117 — Альпийский патруль — Hans Bernburger
- 2003 — Paula — Паула (короткометражный фильм)
- 2004 — Open Air (короткометражный фильм)
- 2006 — Nahaufnahme (короткометражный фильм)
- 2009 — Das bin ich wirklich: böse, besoffen, aber gescheit (Документальный фильм о Йозефе Рота)
- 2011 — Schnell ermittelt — Roswitha Thaler — Дело ведет Шнель — Amtsrat Herbert Wasik

## Театр
- 1985 — Jakob von Gunten
- 1985 — Die Reisen vom Berge
- 1985 — Kleist-Projekt
- 1985 — Romeo und Julia
- 1985—1991 — Emilia Galotti
- 1985—1991 — Trauer zu Fruh
- 1985—1991 — Marat
- 1992 — Sauschlachten
- 1992 — Lumpazivagabundus
- 1992—1995 — Boses Blut (режиссёр)
- 1992—1995 — Change
- 1992—1995 — Oskar Wilde und Andre Gide in Blieda
- 1992—1995 — Die Europaer
- 1999 — Pogrom — Der Wirtschaftsthriller
- 2001 — Gestochen Scharfe Polaroids
- 2001 — Komodie vom deutschen Heimweh
- 2002 — Hughie
- 2003 — Himalaya
- 2004 — Der Familiengerschift
- 2005—2006 — Der Alpenkönig und der Menschenfeind
- 2006 — Der tollste Tag
- 2007 — In der Einsamkeit der Baumwollfelder
- 2007 — Haut und Himmel
- 2008—2009 — Sein oder Nichtsein
- 2009 — Franz Fuchs der Patriot
- 2009 — Krieg und Frieden
- 2009 — Der Talismann
- 2010 — Wilhelm Tell
- 2010 — Woyzeck